# 漣波
漣波（英語：Ripple）為電子學名詞，最常見的定義是指在直流電源上，不希望出現的交流電壓變動量，一般是因為直流電壓是利用交流電壓轉換後產生，其中輸出電壓中的交流成份無法完全消除所造成。
上述的漣波為時域的現象，在一些信號濾波或是信号处理的領域中，也有頻域下的漣波（多半會稱為波紋，英文也是ripple）。頻域的波紋是指隨著頻率的增加，其插入損失週期性變化的情形。此變化不一定絶對是線性週期性的，在此用法時，波紋也是指不希望出現的效果，其存在是因為在綜合考量波紋大小和其他設計參數下，取捨後的結果。

## 時域下的漣波

中心抽頭的全波整流電路，其輸出端的充电电容器就是為了漣波濾波而設置

全波整流電路，在加入濾波電容以前（虛線）及以後（實線）的電壓波形比較

交流電壓轉換直流電壓的電路中，最簡單的作法是只用整流二極體，不加任何濾波電路的整流器，此情形下的漣波電壓會非常大，漣波電壓的最低電壓為零，峰對峰電壓和其峰值電壓相等（右圖波形中，虛線的波形）。因此加入電路來減少漣波，這些電路稱為平滑電路。
較常見的作法是在整流器後加上一個濾波電容器，在整流器輸出電壓到達峰值後，電容器放電，由電容器提供能量給負載，其輸出電壓也會下降，直到整流二極體的輸出電壓再次提高，超過電容器電壓為止。整流二極體超過電容器時，電壓是由整流二極體提供給負載，同時幫電容器充電。
若電容器和（負載等效）電阻的時間常數（RC）較交流電的週期大很多，可以假設電容器的電壓是線性下降，若濾波電壓遠小於直流電壓，可以再假設整流二極體的導通相角很小，可以假設電容器在整流二極體電壓到峰值後就開始放電，對準確度不會有太大的影響。若考慮上述假設下，漣波電壓的峰對峰值為：
配合全波整流器：
{\displaystyle V_{\mathrm {pp} }={\frac {I}{2fC}}}
配合半波整流器：
{\displaystyle V_{\mathrm {pp} }={\frac {I}{fC}}}
其中
- {\displaystyle V_{\mathrm {pp} }}為漣波電壓的峰對峰值
- {\displaystyle I}為電路的電流
- {\displaystyle f}為交流電源的頻率
- {\displaystyle C}為電容

漣波因數（γ）可定義為漣波電壓的均方根值相對於直流電壓絶對值的比值，一般會用百分比表示。漣波電壓也常用峰對峰值來表示，好處是較容易用示波器量測，理論上也較容易計算。
若考慮漣波的均方根值計算漣波因數，需要針對漣波波形有較複雜的計算，假設漣波波形為锯齿波，其漣波因數可以用下式表示：
{\displaystyle \gamma ={\frac {1}{4{\sqrt {3}}fCR}}}
其中
- {\displaystyle \gamma }為漣波因數
- {\displaystyle R}為負載的等效電阻

另一種減少漣波的方式是串接電抗器，電抗器也會濾波，產生的波形較平滑，且高階諧波較小，在適當近似之後，諧波因數可以用下式表示：
{\displaystyle \gamma ={\frac {0.236R}{\omega L}}}
其中
- {\displaystyle \omega }為角頻率{\displaystyle 2\pi f}
- {\displaystyle L}為電抗器的電感

也有更複雜的平滑電路，例如不只用一顆電抗器或是電容器，而用LC電路的平滑電路，目的是設法整合二種不同作法的優點。最常見的是低通Π型濾波器，其中包括一個充電電容、一個串接的電抗器，最後再並聯一個電容器。不過因為成本的考量，現代的設計中較不建議使用電抗器。若需要良好的漣波抑制能力，另一種常見的作法是用電容器來減少漣波，再通過稳压器輸出電壓，稳压器除了穩壓外，也會消除漣波，不過稳压器會有電壓降，因此存在漣波的輸入電壓在減掉電壓降後，仍需大於想要的電壓。
一般整流電路的漣波頻率是電源頻率的一倍（半波整流）或二倍（全波整流）。現在電源供應器的主流是开关电源，其漣波頻率和電源頻率無關，和其斩波器的切換頻率有關，一般會比電源頻率高很多，因此濾波電路在設計上比較簡單。

### 漣波的影響
在許多電路中，不希望看到漣波的出現，原因有以下幾點：
- 漣波頻率及其高次諧波是在音頻範圍內，會被無線電接收器、錄音設備等電子設備接收到。
- 漣波頻率在類比電視訊號的頻寬內，因此若漣波成份太大時，類比電視會看到一個在移動的波浪線圖案[7]。
- 漣波的存在會降低電子測試及量測儀器的解析度，例如在示波器上就會看到漣波的訊號，而不只是單純的直流量。
- 在數位電路中，漣波和其他電源上的雜訊一様，會降低閾值，邏輯電路可能會出現不正確的結果，破壞輸出的信號。
- 大量的漣波電流會降低電解電容器的壽命[8]。

## 頻域下的波紋

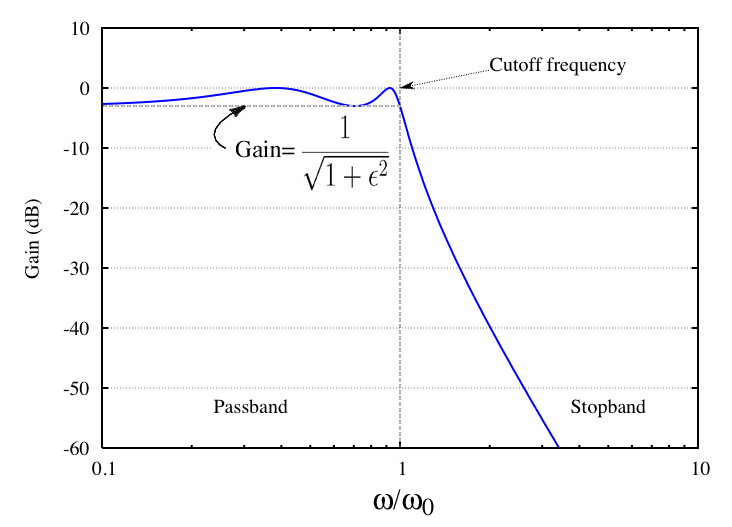
四阶第一类切比雪夫低通滤波器的频率响应图，低頻時频率响应的變化即為其頻域波紋

頻域下的波紋是指濾波器或是其他雙埠網路，其插入損失對時間的週期性變化。不是每個濾波器都有波紋，像巴特沃斯滤波器的插入損失就隨頻率单调變化，因此沒有波紋。常見有波紋的濾波器有I型切比雪夫濾波器、II型切比雪夫濾波器及橢圓函數濾波器。另一種有波紋的網路為用切比雪夫多项式設計的阻抗匹配網路，這類網路和濾波器不同，若設計在通带有最佳傳輸效果，最小損失不會到0 dB。
在濾波器設計中，波紋量可以和其他設計參數作取捨，例如在不增加濾波器階數的情形（表示濾波器中的元件數相同）下，若提高通带到阻带的转折（roll-off）率，波紋量就會增加。另一方面，若要維持转折率，只要增加濾波器階數就可以減少波紋量。

## 書目
- Ryder, J D, Electronic Fundamentals & Applications, Pitman Publishing, 1970.
- Millman-Halkias, Integrated Electronics, McGraw-Hill Kogakusha, 1972.
- Matthaei, Young, Jones, Microwave Filters, Impedance-Matching Networks, and Coupling Structures McGraw-Hill 1964.